# Saint-Vincent-des-Bois
Saint-Vincent-des-Bois es una localidad y comuna francesa situada en la región de Alta Normandía, departamento de Eure, en el distrito de Évreux y cantón de Vernon-Sud.

## Demografía
| 134 | 151 | 168 | 225 | 243 | 261 |
| Para los censos de 1962 a 1999 la población legal corresponde a la población sin duplicidades (Fuente: INSEE [Consultar]) |     |     |     |     |     |

## Administración
Saint-Vincent-des-Bois forma parte de la Communauté d'agglomération des Portes de l'Eure. Además, y para poder prestar ciertos servicios, está adherida a varios sindicatos intercomunales:
- Syndicat de voirie des cantons de Vernon
- Syndicat intercommunal de gestion et de construction des équipements sportifs de Vernon
- Syndicat intercommunal de gestion et maintenance des équipements sportifs de SAINT MARCEL
- Syndicat de l'électricité et du gaz de l'Eure (SIEGE)
- S.I.V.O.S du plateau de Madrie

## Lugares y monumentos
- Burgo y aldea de Le Boisset Hennequin.
- Iglesia de Saint-Vincent, de origen medieval, modificada en el siglo XIX. Destaca su alto campanario.